# Kitaf wa Al Boqe'e (huyện)
Huyện Kitaf wa Al Boqe'e là một huyện thuộc tỉnh Sa`dah, Yemen. Đến thời điểm năm 2003, huyện này có dân số 43034 người